# 考芬格街

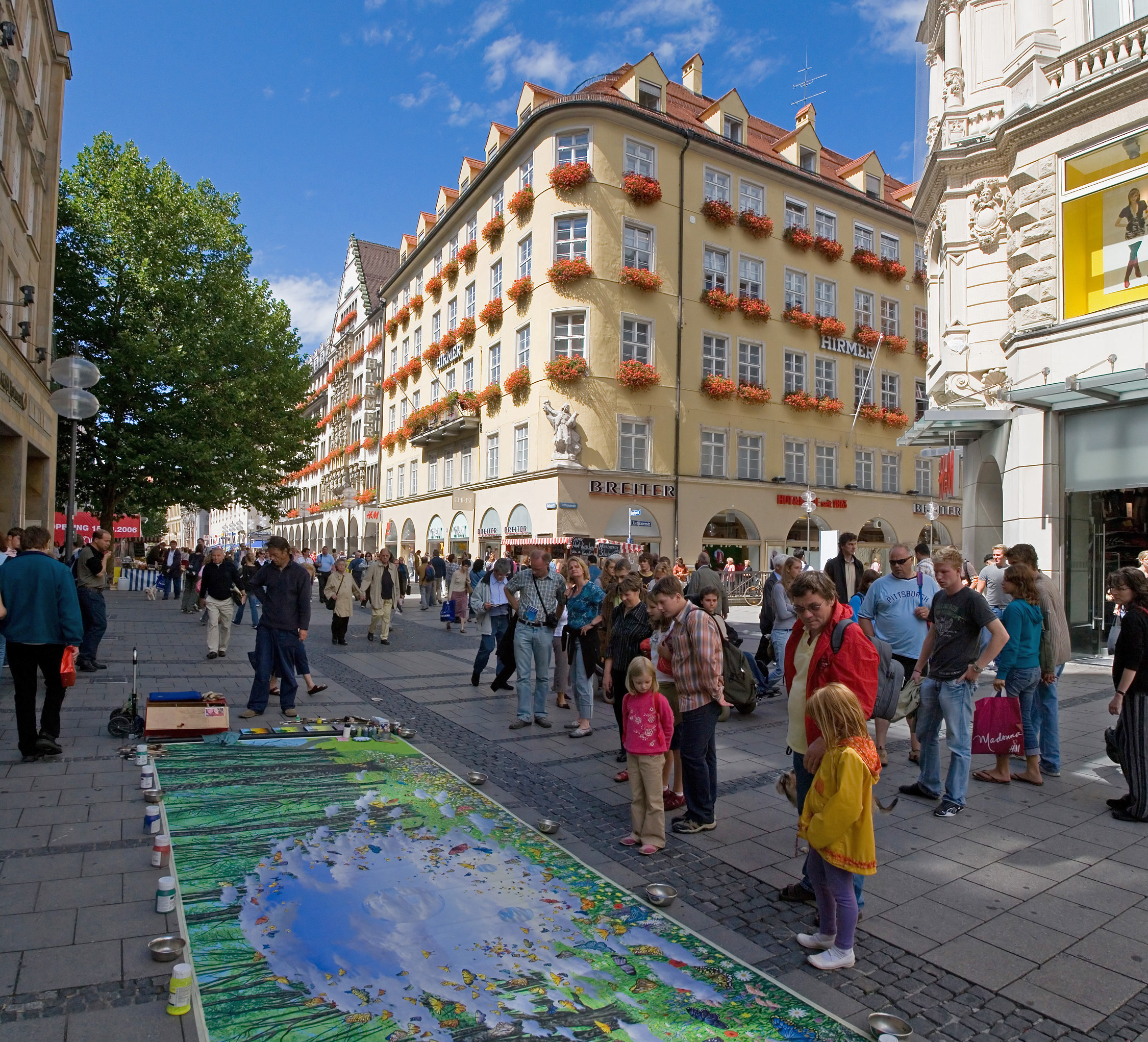
考芬格大街

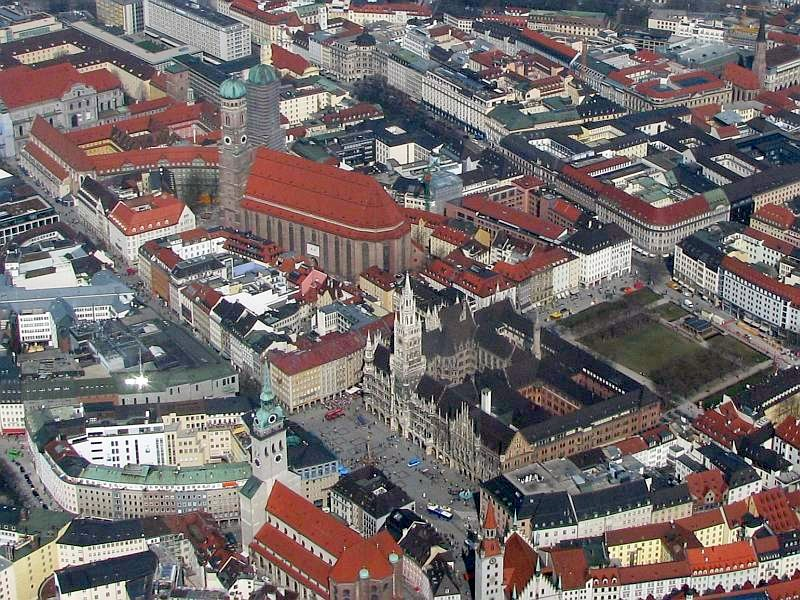
俯瞰

考芬格大街（Kaufingerstraße）是慕尼黑最古老的街道之一，连同向西延伸的诺伊豪泽尔大街（Neuhauser Straße），是慕尼黑最主要的购物街。
考芬格大街从玛利亚广场向西延伸，是古城的主要东西轴线.

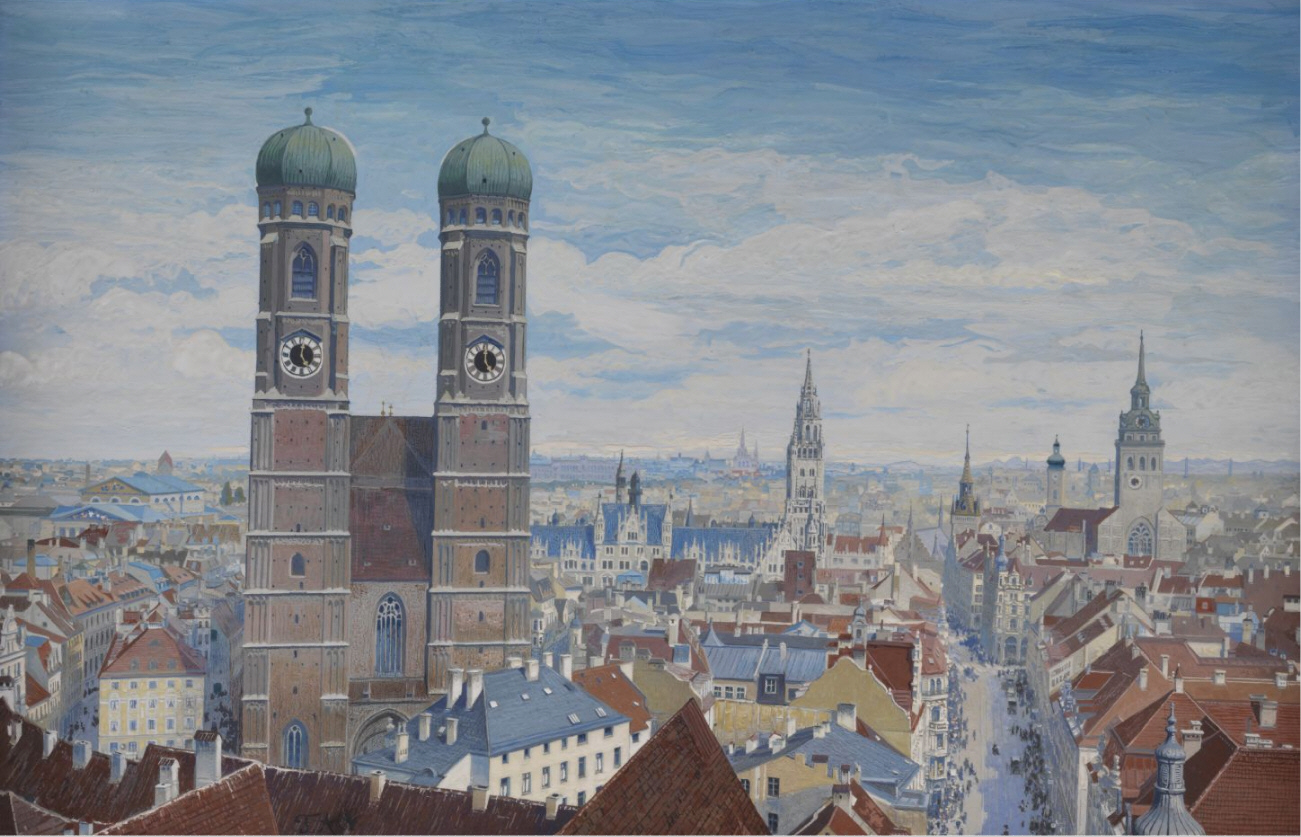
1910年

根据2004年的统计，这条街每小时行人达到14895人，是德国最繁忙的商业街之一。这条街的租金约每平方米300€（2008年），高于德国其他任何街道。